# Bombard (vapen)

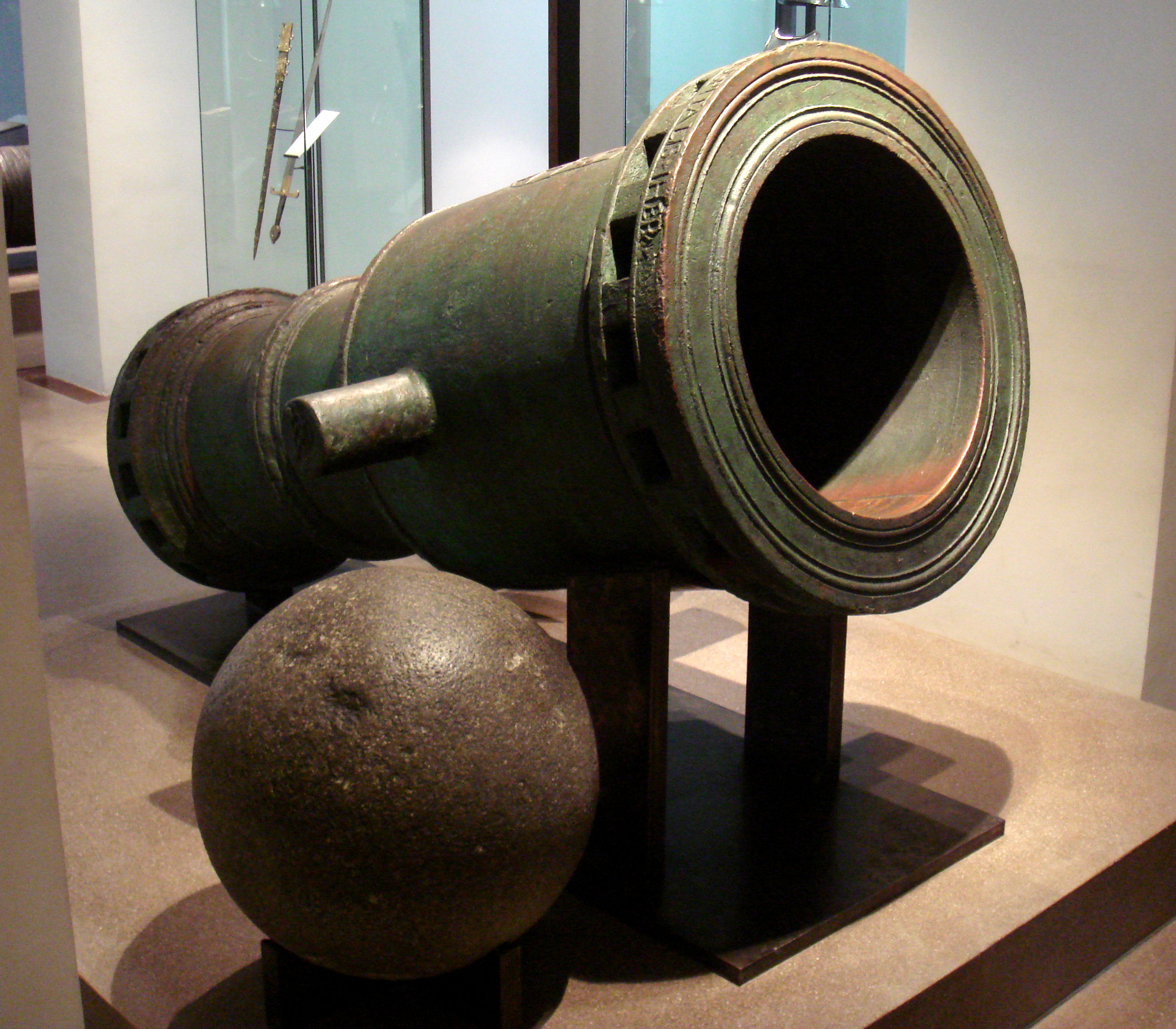
Denna bombard från 1480 kunde avfyra stenkulor på 260 kg.

Bombard är en äldre benämning på kanon. I Frankrike infördes ordet 1450 som benämning på de grövsta kanontyperna. Det användes främst om pjäser med korta pipor, ofta med en hög projektilbana avsedda för stenkulor.
Bombard kallades även medeltidens kastmaskiner.